# Battaglia del monte Garizim
La battaglia del monte Garizim rappresentò una fase diversiva al ben più importante assedio di Iotapata, evento che corrispondeva alla fase iniziale delle campagne militari di Vespasiano contro i Giudei, i quali si erano ribellati al potere romano nella provincia della Giudea nel corso della prima guerra giudaica. La battaglia vide la vittoria delle truppe romane, al comando di Sesto Vettuleno Ceriale contro i Samaritani asserragliatisi sulla sommità del monte Garizim.

## Contesto storico
Nel 66, Nerone, venuto a conoscenza della sconfitta subita in Giudea dal suo legatus Augusti pro praetore di Siria, Gaio Cestio Gallo, colto da grande angoscia e timore, trovò che il solo Vespasiano (il futuro imperatore romano) sarebbe stato all'altezza del compito, e quindi capace di condurre una guerra tanto importante in modo vittorioso.
E così Vespasiano fu incaricato della conduzione della prima guerra giudaica, che minacciava di espandersi a tutto l'Oriente. Vespasiano, come prima disposizione, inviò il figlio Tito ad Alessandria d'Egitto, per rilevare la legio XV Apollinaris, mentre egli stesso attraversava l'Ellesponto, raggiungendo la Siria via terra, dove concentrò le forze romane e numerosi contingenti ausiliari di re clienti.
Qui Vespasiano rafforzava l'esercito siriaco (legio X Fretensis), aggiungendo due legioni (la legio V Macedonica e la legio XV Apollinaris, giunta dall'Egitto), otto ali di cavalleria e dieci coorti ausiliarie, mentre attendeva l'arrivo del figlio Tito, nominato suo vice (legatus).
Con l'inizio del nuovo anno (67), Vespasiano si decise ad invadere la Galilea personalmente, partendo da Tolemaide. Vespasiano conquistò al primo assalto la città di Gabara, che era rimasta priva di uomini validi per la sua difesa. Poco dopo decise di assaltare la città-fortezza giudea di Iotapata.

## Antefatto
E mentre Vespasiano era ancora alle prese con il lungo assedio sotto le mura di Iotapata da ormai un mese, dispose di inviare un suo legatus legionis, Sesto Vettuleno Ceriale, il comandante della legio V Macedonica con seicento cavalieri e tremila fanti presso il monte Garizim, dove un gruppo di Samaritani erano insorti per l'inatteso successo della resistenza degli Iotapateni.

## Battaglia
I Samaritani, senza farsi piegare dai disastri subiti dalle popolazioni confinanti e dei successi dei Romani, con incredibile stoltezza trovarono modo di esaltarsi e di insorgere. Vespasiano allora decise di prevenire la loro mossa e bloccare ogni loro tentativo insurrezionale sul nascere. Malgrado la tutta la Samaria occupata da presidi romani, il numero di quelli che s'erano radunati creavano motivo di forte preoccupazione. Fu così che il comandante romano inviò Ceriale, il comandante della legio V Macedonica, con seicento cavalieri e tremila fanti. Giunto in prossimità del monte Garizim, preferì non attaccare subito battaglia, considerato il gran numero di nemici che si trovavano là in alto. Dopo aver circondato coi suoi uomini l'intero monte, controllò ogni loro mossa per tutta la giornata. E poiché i Samaritani avevano scarsità d'acqua e provviste, alcuni morirono di sete in quello stesso giorno, mentre molti di loro, preferendo la schiavitù ad una simile morte, si consegnarono ai Romani. Ceriale, avendo compreso che quelli che ancora resistevano erano certamente sfiniti per la mancanza di acqua e cibo, ordinò ai Romani di avanzare sul monte e circondare il nemico. Inizialmente li esortò ad arrendersi, promettendo loro di salvargli la vita. Non riuscendo a convincerli, li attaccò e li uccise tutti.

## Conseguenze
Al termine del combattimento, tutti i Samaritani erano stati uccisi. Si trattava di 11 600 uomini. Anche questa sconfitta, dopo quella di Iafa si abbatté sui Galilei il ventisettesimo giorno del mese di Desio (l'attuale mese di maggio).